# Charles Kestner

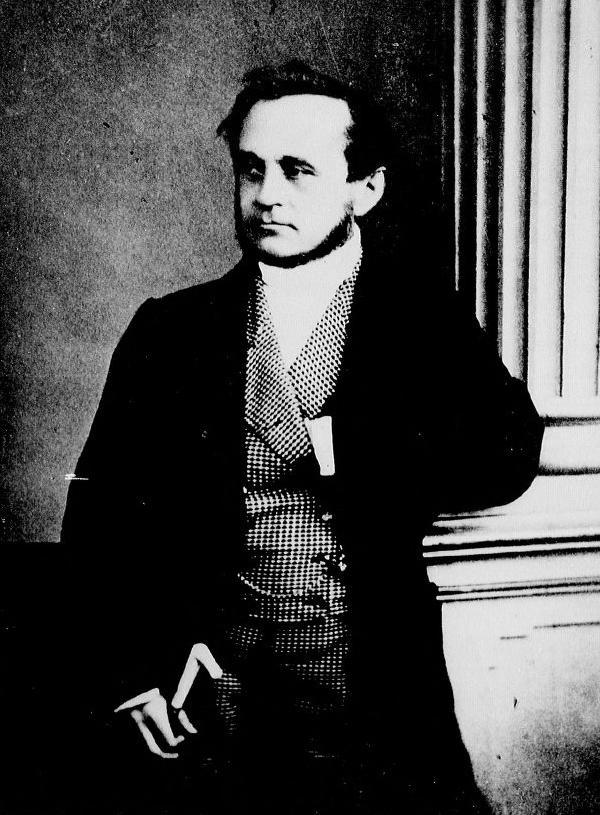
Charles Kestner

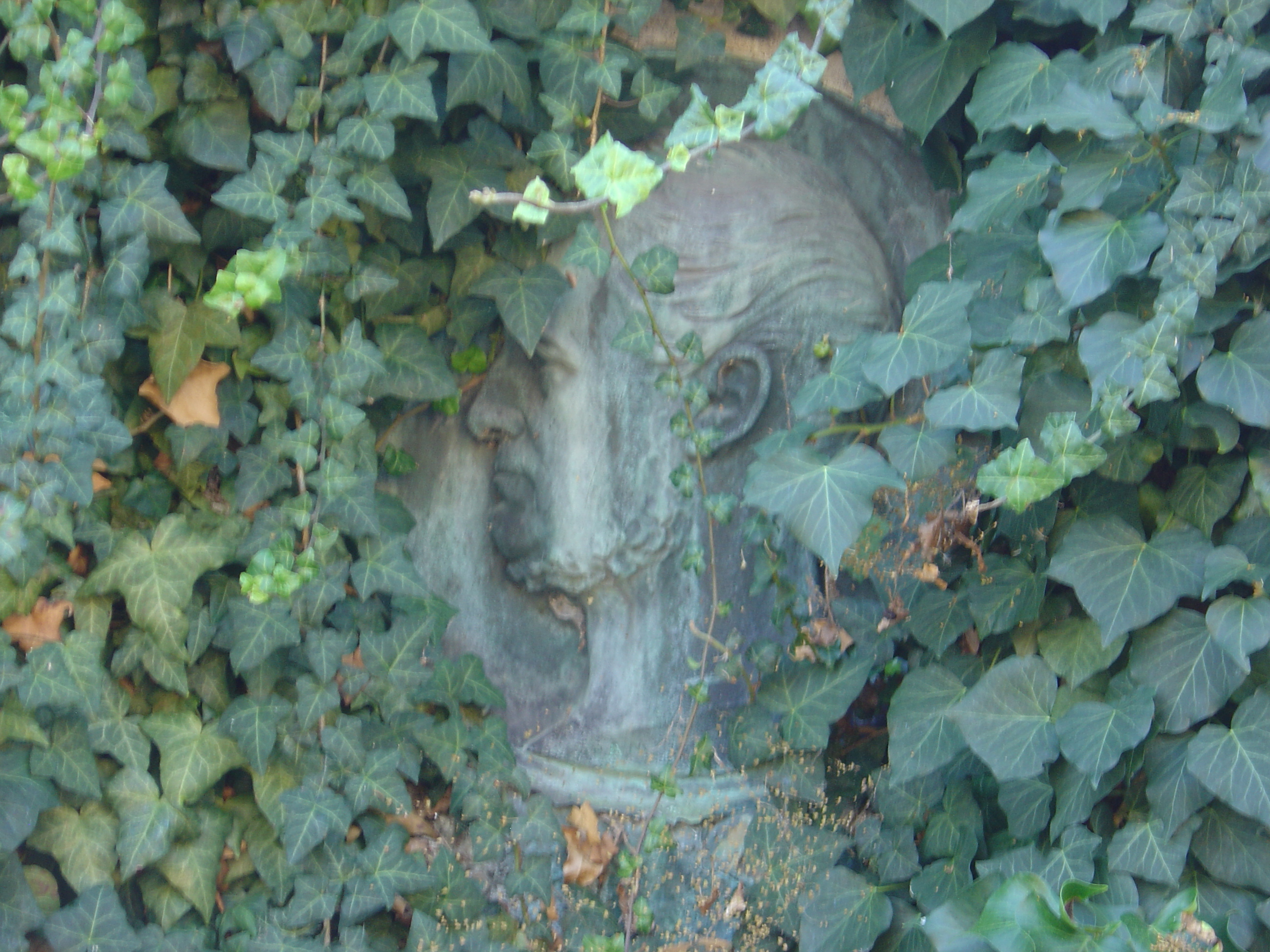
Medaillon, das Charles Kestner darstellt am Grab des Ehepaars Kestner-Rigau

Georges Marie Joseph Charles Kestner auch Karl Kestner (* 30. Juni 1803 in Thann oder Straßburg im Elsass; † 12. August 1870 ebenda) war ein französischer Politiker und Fabrikant.

## Leben

### Familie
Charles Kestner war der Sohn des Chemiefabrikanten Philipp Karl Kestner (* 23. Oktober 1776 in Hannover; † 4. Juni 1846) und dessen Ehefrau Marie Salomé Françoise (geb. Vaultrin de St-Urbain) (* 1784 in Straßburg; † 10. Dezember 1804 ebenda).
Er hatte zwei Geschwister: Seine jüngere Schwester Aimée verstarb ein Jahr nach der Geburt. Seine ältere Schwester Françoise Aimée Caroline Kestner (* 30. Juni 1802 in Straßburg; † 20. August 1872 in Basel) war mit dem Bankier Johann Jakob Bischoff (* 1797 in Basel; † 1865), ihre Tochter Margaretha Klara Bischoff (1828–1902) mit dem Theologen Albert Schaffter verheiratet. Er unterhielt eine enge Verbindung zu seinem Schwager, der in Basel im Stadtpalais Zum Kirschgarten residierte.
Sein Großvater war der Jurist und Archivar Johann Christian Kestner, seine Großmutter Charlotte Buff, in die Johann Wolfgang von Goethe sich damals verliebt hatte und die das Vorbild der Lotte in seinem Werk Die Leiden des jungen Werthers war.
Zu den Brüdern seines Vaters gehörten der Archivrat Georg Kestner, der Jurist und Kunstsammler August Kestner sowie der Mediziner Theodor Kestner.
Seine Nichte Mathilde Eugénie Risler (1850–1920) war mit dem französischen Ministerpräsidenten Jules Ferry verheiratet.
Kestner heiratete am 3. Juli 1827 in Thann Margarethe Antoinette Eugénie (* 21. März 1806 in Thann; † 14. Januar 1890 in Paris), Tochter des französischen Generals Baron Antoine Rigau (1758–1820); gemeinsam hatten sie fünf Töchter:
- Eugénie Kestner (* 11. April 1828 in Thann; † 18. März 1862 ebenda) war mit dem Kaufmann und Industriellen Camille Ferdinand Risler (* 26. April 1821 in Paris; † 28. Juni 1881 in Colmar) verheiratet; ihr gemeinsamer Sohn war der spätere Pariser Bürgermeister Charles Risler (* 30. November 1848 in Thann; † 20. April 1923 in Paris)[7];
- Françoise Fanny Kestner (* 29. Juli 1831 in Thann; † 16. Dezember 1850 ebenda) war mit dem Juristen, Hochschullehrer und Staatsrat Victor Chauffour (1819–1889) verheiratet;
- Mathilde Kestner (* 23. Oktober 1832 in Thann; † 28. November 1916 in Paris) war mit dem Militärschriftsteller Jean-Baptiste-Adolphe Charras (1810–1865)[8] verheiratet, der in Paris nach der Februarrevolution vom 11. Mai 1848 bis zum 17. Mai 1848 Kriegsminister war;
- Céline Kestner (* 10. Februar 1838 in Thann; † 29. August 1893 ebenda) war mit dem Politiker Auguste Scheurer-Kestner verheiratet, der einen erheblichen Anteil an der Rehabilitierung von Alfred Dreyfus hatte, der in der sogenannten Dreyfus-Affäre zu Unrecht des Landesverrats angeklagt worden war;
- Hortense Marguerite Kestner (* 31. Mai 1840 in Thann; † 24. Juli 1913 in Rueil-Malmaison) war mit dem französischen Premierminister Charles Thomas Floquet verheiratet.

### Werdegang
Charles Kestner immatrikulierte sich im Frühjahr 1818 bis zum Frühjahr 1821 zu einem Chemiestudium an der Universität Frankfurt am Main und wohnte in dieser Zeit bei seinem Onkel, dem Mediziner Theodor Kestner. Er studierte darauf bis 1822 Rechtswissenschaften an der Universität Göttingen.
Sein Vater hatte 1808 die Chemiefabrik in Thann von Jérémie Risler gekauft, der als Erster in Cernay die Wollspinnerei eingeführt hatte. Nach dem Studium wurde Charles Kestner zunehmend in die Leitung der Fabrik seines Vaters in Thann integriert, die er 1846 nach dessen Tod übernahm; hierbei wurde er später von seinem Schwiegersohn Auguste Scheurer-Kestner unterstützt, der auch ein talentierter Chemiker war. Die Kestner-Werke (heute Vynova) stellten chemische Produkte her, hauptsächlich Säuren und Farbstoffe für die Textilindustrie in Mülhausen. Nach seiner Verbannung in die Schweiz kehrte er 1851 nach Frankreich zurück und vergrößerte in der Folgezeit sein Unternehmen.
Von 1853 bis 1859 war er Besitzer der chemischen Fabrik in Schweizerhalle, die sein Schwiegersohn Victor Chauffour leitete. Das Unternehmen beteiligte sich 1857 an der Schweizerischen Landesausstellung in Bern und erhielt hierbei eine Silbermedaille.

### Politisches Wirken
Von 1837 bis 1862 war Charles Kestner Gemeinderat in Thann und vom 23. April 1848 bis 26. Mai 1849 Abgeordneter der französischen Verfassunggebenden Nationalkammer; hierbei übte er das Amt des Vizepräsidenten des Handelsausschusses aus und war vom 10. März 1850 bis 2. Dezember 1851 Mitglied der Abgeordnetenkammer. Nach dem Staatsstreich 1851 wurde er für einen kurzen Zeitraum in die Schweiz verbannt und hielt sich unter anderem in Basel auf. Nach seiner Rückkehr nach Frankreich führte er mit seinen Schwiegersöhnen einen erbitterten antibonapartistischen Kampf. Während des Zweiten Kaiserreichs engagierte er sich, gemeinsam mit seinen Schwiegersöhnen Victor Chauffour und Jean Baptiste Charras, für die republikanisch-antibonapartistische Sache. Seine Opposition gegen Kaiser Napoleon III. zeigte sich insbesondere während des Plebiszits vom 8. Mai 1870, das der Kaiser für sich entschied. Zur Gruppe der elsässischen Republikaner um Charles Kestner gehörte unter anderem auch François Auguste Bruckner (1814–1876).
Charles Kestner hing der Philosophie der Freidenker an.

## Ehrungen und Auszeichnungen
Während der Landesausstellung von 1847 wurde Charles Kestner zum Ritter der Ehrenlegion ernannt. 1855 erhielt er eine Ehrenmedaille für die Entdeckung der Nutzung der Traubensäure.

## Schriften (Auswahl)
- Réplique à une brochure intitulée Observations par la Compagnie des Salines de l’Est, presentées à la Chambre des Députés par la Société industrielle de Mulhouse. Mülhausen 1832.
- Rapport fait au nom du Comité du Commerce et de l’Industrie, sur le projet de décret présenté par le Ministre de l’Agriculture et du Commerce, et relatif aux primes ou Drawbacks, par le citoyen Kestner. Séance du 20 septembre 1848. Impr. de l’Assemblée nationale, Paris 1849.
- Conseil de préfecture. Demande en indemnité formée par Mr Ch. Kestner, manufacturier à Thann, contre la Compagnie des chemins de fer de l’Est. Observations présentées dans l’intérêt de Mr Kestner sur le rapport de Mr le tiers-expert. 1864.